# Índia
L'Índia (hindi: भारत, romanitzat: Bhārat), oficialment la República de l'Índia (hindi: भारत गणराज्य, romanitzat: Bhārat Gaṇarājya), és un estat del sud de l'Àsia. És el setè país més gran del món en superfície, el primer més poblat després que el 2023 arribés als 1.420 milions d'habitants i superés la Xina, i el país democràtic més gran.
Limita amb l'oceà Índic al sud, amb el mar d'Aràbia a l'oest i el golf de Bengala a l'est, amb fronteres marítimes amb Indonèsia i Malàisia; quant a les fronteres terrestres, limita amb el Pakistan a l'oest; amb la República Popular de la Xina, el Nepal i Bhutan al nord-est, i amb Bangladesh i Myanmar, a l'est. L'Índia és molt a prop de Sri Lanka i de les Maldives, a l'oceà Índic.
El subcontinent indi fou la llar de la civilització de la vall de l'Indus i regió de rutes comercials històriques i vastos imperis. Quatre religions s'hi originaren, l'hinduisme, el budisme, el jainisme i el sikhisme, mentre que el zoroastrisme, el judaisme, el cristianisme i l'islam hi arribaren durant el primer mil·lenni dC.
L'economia de l'Índia és la sisena més gran del món, mesurada en el seu producte interior brut a preus del mercat, i la tercera més gran del món. Les reformes econòmiques l'han transformada en l'economia amb el segon ritme de creixement més ràpid. En termes de poder militar, és el tercer país més poderós del món.
L'Índia és el país més diversificat del món, amb milers d'idiomes i centenars de religions; una nació plural, multilingüe i multiètnica. De fet, és la democràcia més gran de la història. A més de la diversitat cultural, l'Índia és la llar d'una gran diversitat de fauna i flora.
És part de la BRICS i un dels països més importants de l'ONU.

## Toponímia
El nom de l'Índia es deriva del riu Indus, que al seu torn deriva de la paraula del persa antic Hindu, del sànscrit Sindhu, la denominació local històrica del riu. Els grecs antics anomenaren els indis com a indoi (Ινδοί), el poble de l'Indus. La constitució de l'Índia, així com l'ús col·loquial en diverses llengües, reconeixen la denominació Bharat com a nom oficial amb el mateix estatus. Hindustan, el mot persa que vol dir "Terra de l'Indus", històricament utilitzat per referir-se al nord de l'Índia, sovint s'utilitza com a sinònim de l'Índia sencera.

## Història
Les evidències més antigues de vida humana a l'Índia són les pintures de Bhimbetka a Madhya Pradesh. Els primers assentaments humans hi aparegueren fa més de 9.000 anys i, a poc a poc, s'hi desenvolupà la civilització de la vall de l'Indus, que data del 3300 aC a l'oest de l'Índia. Després començà el període vèdic, que posà els fonaments de l'hinduisme i d'altres aspectes culturals de la societat índia, i que acabà el segle del 500 aC. Des del 550 aC molts regnes i repúbliques independents, coneguts com a Mahajanapades s'establiren per tot arreu del país.

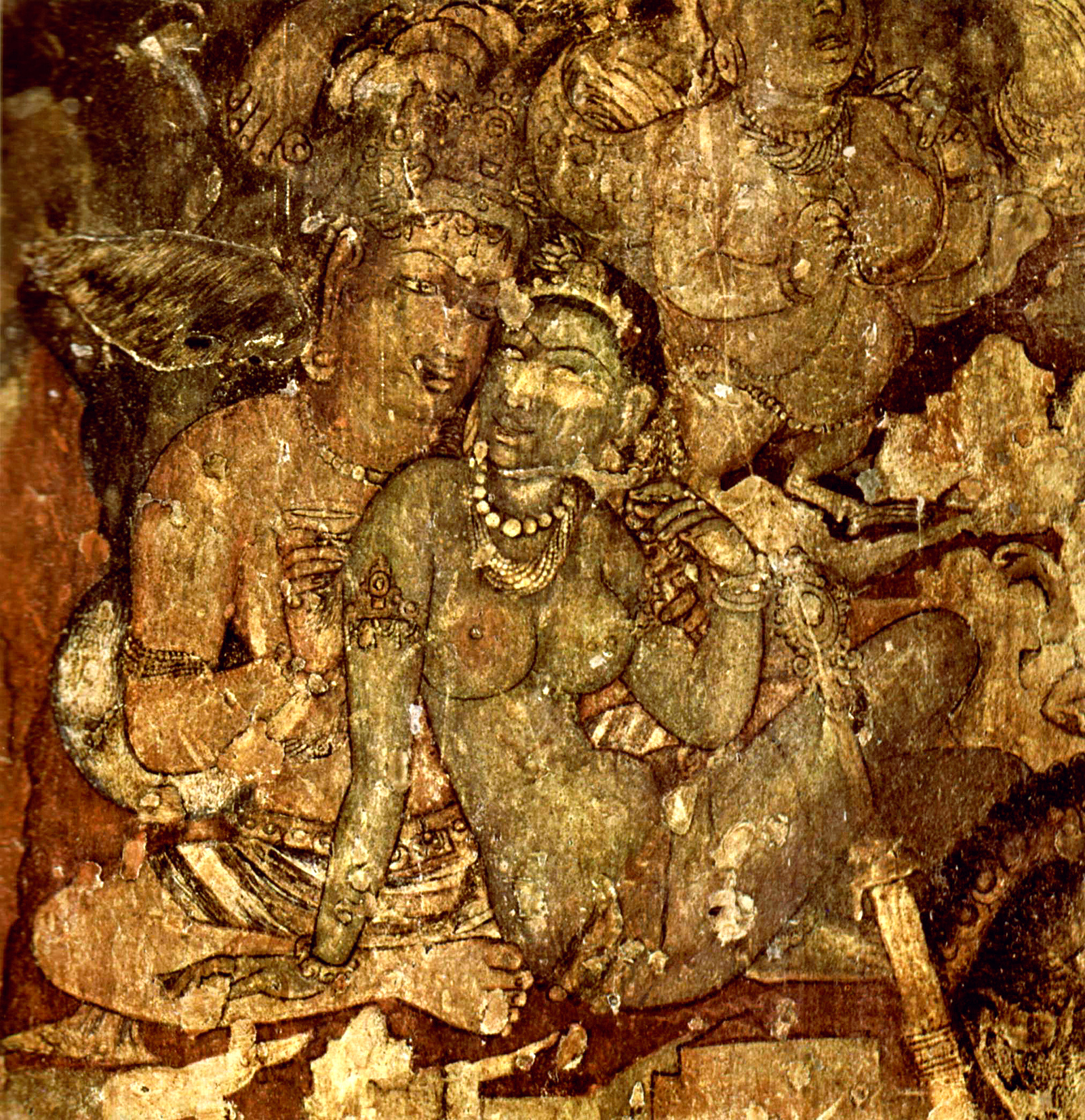
Pintures de les Coves d'Ajanta, a Aurangabad (Maharashtra)

El segle iii aC, la major part del sud de l'Àsia fou unificat sota l'imperi Maurya per Chandragupta Maurya. Des del segle iii dC, la dinastia Gupta governà el període conegut com l'Era daurada de l'Índia. Els imperis més notables del sud de l'Índia foren el Chalukya, Rashtrakuta, Hoysala, Pallava, Pandya i Chola. La ciència i la tecnologia, així com l'art, la literatura, l'astronomia i la filosofia floriren sota el patronatge dels reis.
Després de les invasions de l'Àsia central, entre els segles x i xi, la major part del nord de l'Índia caigué sota el control del sultanat de Delhi, i després de l'imperi Mogol. Els emperadors mogols expandiren a poc a poc els seus regnes i s'estengueren a altres regions de la península. Tanmateix, diversos regnes nadius, com ara l'Imperi de Vijayanagara florí, especialment al sud. Durant els segles xvii i XVIII la supremacia dels mogols declinà i l'imperi Maratha es convertí en la potència dominant. Des del segle XVI diversos mercaders de països europeus, com ara Portugal, els Països Baixos, França i el Regne Unit, començaren a arribar, i prengueren avantatge de la naturalesa fragmentada de les relacions entre els regnes i hi establiren diverses colònies. El 1856, la major part de l'Índia estava sota el control de la Companyia Britànica de les Índies Orientals. Un any després, una insurrecció peninsular de regnes i unitat militars, que en conjunt es coneixen com la Primera Guerra d'Independència Índia, amenaçaren seriosament el control de la Companyia Britànica, però fracassaren. Com a conseqüència, l'Índia passà al control directe de la corona Britànica com a colònia de l'imperi Britànic.

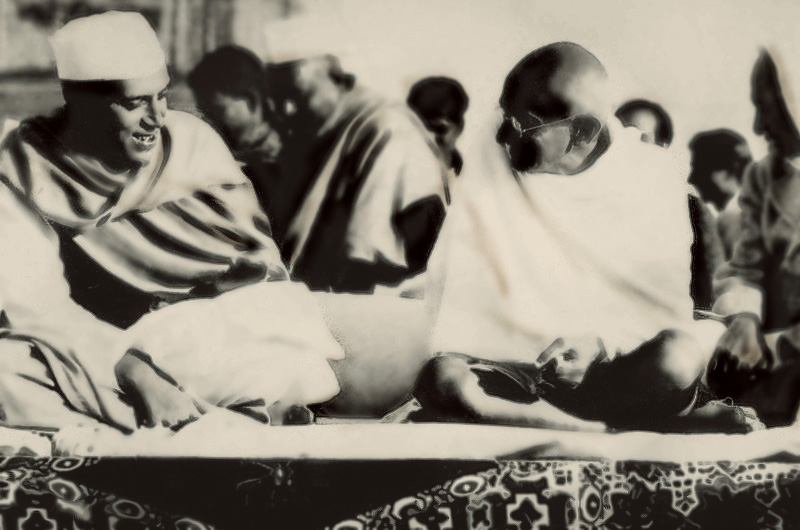
Mahatma Gandhi (dreta) amb Jawaharlal Nehru, 1937. Neru seria el primer ministre de l'Índia el 1947

Durant la primera meitat del segle XX, un moviment en favor de la independència fou iniciat pel Congrés Nacional Indi i per altres organitzacions polítiques. Entre les dècades de 1920 i 1930, un moviment encapçalat per Mahatma Gandhi, amb un compromís a l'ahimsa, és a dir sense violència. Milions de persones protestaren en campanyes de desobediència civil. Finalment, el 15 d'agost de 1947 (Dia de la Independència de l'Índia), l'Índia aconseguí la seua independència del govern britànic, però fou dividida en governs independents; el Domini de l'Índia i el Domini del Pakistan, després d'un acord amb la Lliga Musulmana segons la religió dels territoris. Tres anys després, el 26 de gener, 1950, l'Índia es convertí en una república i entrà en vigor una nova constitució.
Des de la seua independència, l'Índia ha patit violència religiosa, violència de castes i insurreccions en diverses regions, però ha pogut mantindre el control per mitjà de la tolerància religiosa i de diverses reformes constitucionals. El terrorisme és un problema important, especialment a Jammu i Caixmir, el nord-est de l'Índia i algunes ciutats importants com ara Delhi i Bombai. L'Índia té disputes territorials amb la Xina, que el 1962 conduïren a la Guerra sinoíndia i amb el Pakistan, que ha resultat en guerres el 1947, 1965, 1971 i 1999. L'Índia és membre fundador del Moviment dels Països No Alineats. El 1974 l'Índia realitzà una prova nuclear subterrània. Realitzà cinc proves més el 1998; hui dia l'Índia és un Estat nuclear. Des del 1991, diverses reformes econòmiques han transformat l'Índia en una de les economies amb major creixement del món.

## Geografia física

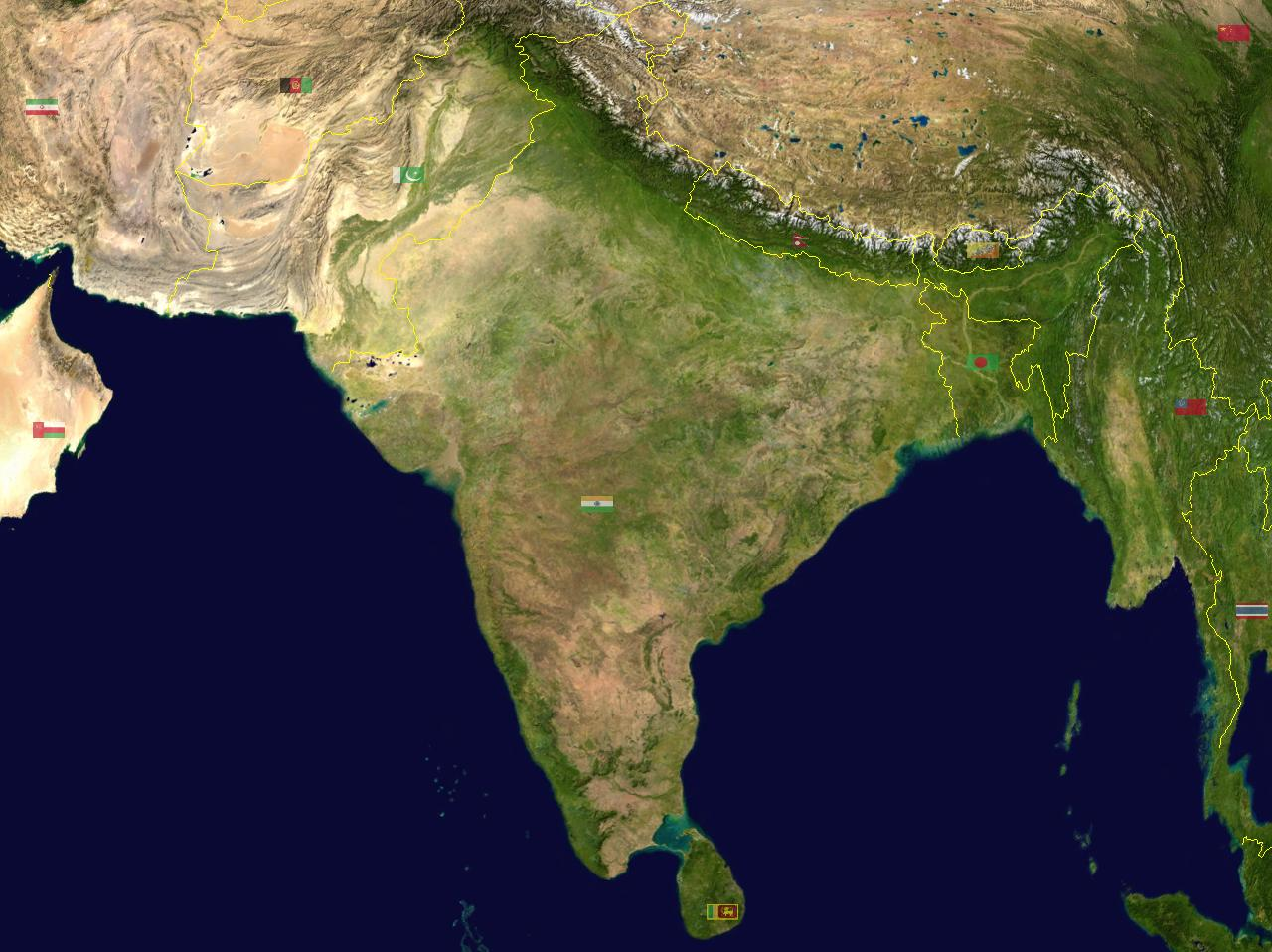
Imatge de satèl·lit de l'Índia.

Mapa físic de l'Índia.

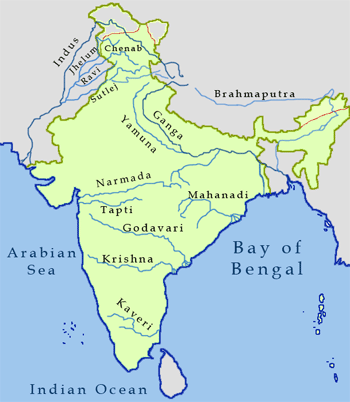
Principals rius de l'Índia.

L'Índia ocupa la porció més gran del subcontinent indi, el qual al seu torn, es troba sobre la placa tectònica índia, una placa menor de la placa indoaustraliana. Els processos geològics de l'Índia fa setanta-cinc milions d'anys, quan el subcontinent indi, aleshores part del supercontinent de Gondwana, començà a desplaçar-se —en un procés que trigà cinquanta milions d'anys— per l'oceà fins a produir una col·lisió amb la placa eurasiàtica i una subducció per sota d'aquesta, formant així l'Himàlaia, les muntanyes més alts del planeta, amb els quals limiten amb la República de l'Índia al nord i el nord-est. Al sud de l'Himàlaia, el moviment tectònic creà una vasta depressió, la qual, en ser omplida amb sediments fluvials ara forma la Plana Indogangètica. A l'oest de la plana, i separat d'aquesta per la serralada dels Aravalli, es troba el desert de Thar. La placa índia original ara conforma l'Índia peninsular, la secció més antiga i més estable, geològicament, de l'Índia. Les serralades paral·leles de Satpura i Vindhya s'estenen des del mar d'Aràbia a Gujarat a l'oest a l'Altiplà de Chota Nagpur a Jharkhand a l'est. Al sud, la resta del territori peninsular, l'Altiplà de Deccà està envoltat a l'oest i l'est per serralades costaneres, les Ghats Occidentals i les Ghats Orientals respectivament. L'altiplà conté les formacions rocoses més antigues de l'Índia, algunes amb més d'un bilió d'anys. L'Índia es troba al nord de l'equador entre les latituds 6 °44' i 35 °30' N i entre les longituds 68 °7' i 97 °25'E.
La costa de la República està integrada per una longitud de 7.517 km. corresponent a l'Índia peninsular i 2.094 km. corresponents a les illes d'Andaman, Nicobar i Lakshadweep. Segons les dades hidrogràfiques navals de l'Índia, la costa peninsular està conformada per 43% de platges arenoses, 11% de costes rocoses incloent-hi precipicis i 46% de costes fangoses.
Els rius principals que s'originen a l'Himàlaia són el Ganges i el Brahmaputra; tots dos desemboquen al Golf de Bengala. Els principals tributaris del Ganges són el Yamuna i el Kosi, les baixes gradients dels quals causen inundacions desastroses cada any. Els rius peninsulars més importants, amb gradients majors que prevenen les inundacions són el Godavari, el Mahanadi, el Kaveri i el Krishna, que també desemboquen al Golf de Bengala. Els rius Narmada i Tapti, desemboquen al mar d'Aràbia.
El clima de l'Índia és força influenciat per l'Himàlaia i el desert de Thar; tots dos produeixen els monsons. L'Himàlaia prevé que els vents freds de l'Àsia central penetrin el subcontinent, produint un clima molt més càlid que la majoria dels llocs que es troben a les mateixes latituds. El Desert del Thar té un paper crucial en atreure els vents de monsó plens d'humitat del sud-est, entre juny i octubre, els quals produeixen la major part de la precipitació. Els quatre grups climàtics predominants de l'Índia són: l'humit tropical, el sec tropical, l'humit subtropcial i el clima de muntanya.

## Biodiversitat
L'Índia és un país megadivers, un terme emprat per a 17 països que presenten una alta diversitat biològica i contenen moltes espècies exclusivament nadiues o endèmiques. És l'hàbitat del 8,6% de totes les espècies de mamífers, el 13,7% de les espècies d'ocells, el 7,9% de les espècies de rèptils, el 6% d'espècies d'amfibis, el 12,2% d'espècies de peixos i el 6,0% de totes les espècies d'angiospermes. En total un terç de les espècies de plantes índies són endèmiques. Índia també conté quatre dels 34 punts sensibles de biodiversitat del món, o regions que presenten importants pèrdues d'hàbitats amb un endemisme elevat.
La cobertura forestal de l'Índia és de 701.673 km², el 21,35% de la superfície total del país. Es pot subdividir en grans categories per la seva densitat, o proporció de la superfície d'un bosc coberta per dosser arbori. El bosc molt dens amb una densitat superior al 70%, ocupa el 2,61% de la superfície terrestre de l'Índia. Predomina el bosc tropical humit de les illes Andaman, els Ghats Occidentals al nord-est de l'Índia. El bosc moderadament dens, amb una densitat d'entre el 40% i el 70%, ocupa el 9,59% de la superfície terrestre de l'Índia. Predomina al bosc temperat de coníferes de l'Himàlaia, al bosc de shorea robusta caducifoli humit de l'est de l'Índia i al bosc sec de fulla caduca de l'Índia central i meridional. El bosc obert, amb una densitat d'entre el 10% i el 40%, ocupa el 9,14% de la superfície terrestre de l'Índia, i predomina als deserts i matollars xeròfils dominats per acacia nilotica a l'altiplà central a la plana Indogangètica occidental.
Entre els arbres indígenes més notables del subcontinent indi hi ha l'astringent Nim, que s'utilitza àmpliament en fitoteràpia remeiera a l'Índia rural, i l'exuberant figuera de les pagodes, que es mostra als antics segells de Mohenjo-Daro, i sota el qual Buda està registrat al Cànon Pali per haver buscat la il·luminació.
Moltes espècies índies venen de Gondwana, el supercontinent meridional del qual l'Índia es va separar fa més de 100 milions d'anys. La posterior col·lisió de l'Índia amb Euràsia va provocar un intercanvi massiu d'espècies. No obstant això, el vulcanisme i els canvis climàtics van provocar posteriorment l'extinció de moltes formes endèmiques índies. Encara més tard, els mamífers van entrar a l'Índia des d'Àsia a través de dos passos zoogeogràfics que flanquejaven l'Himàlaia. Això va tenir l'efecte de reduir l'endemisme entre els mamífers de l'Índia, que se situa en el 12,6%, en contrast amb el 45,8% entre els rèptils i el 55,8% entre els amfibis. Les espècies endèmiques notables són les vulnerables langur dels Nilgiris i l'amenaçat gripau de Beddom. dels Ghats occidentals.
L'Índia conté 172 espècies animals amenaçades designades per la UICN, o el 2,9% de les formes en perill d'extinció. Aquests inclouen el tigre de Bengala en perill d'extinció i el dofí del Ganges. Les espècies en perill crític d'extinció inclouen el gavial, un cocodril; la Pioc salvatge de l'Índia ; i el voltor dorsiblanc asiàtic de l'Índia, que s'ha extingit gairebé per haver ingerit la carronya de bestiar tractat amb diclofenac. La invasió humana omnipresent i ecològicament devastadora de les últimes dècades ha posat en perill la vida salvatge de l'Índia. Com a resposta, el sistema de parcs nacionals i àrees protegides, establert per primera vegada el 1935, es va ampliar substancialment. El 1972, l'Índia va promulgar la Llei de protecció de la vida salvatge i el Projecte Tigre per salvaguardar el desert natural; la Llei de conservació dels boscos es va promulgar el 1980 i es van afegir modificacions el 1988. Índia acull més de cinc-cents santuaris de fauna i tretze reserves de la biosfera, quatre de les quals formen part de la Xarxa Mundial de Reserves de la Biosfera; vint-i-cinc zones humides estan registrades en virtut del Conveni de Ramsar.

## Política i govern

### Estructura de govern

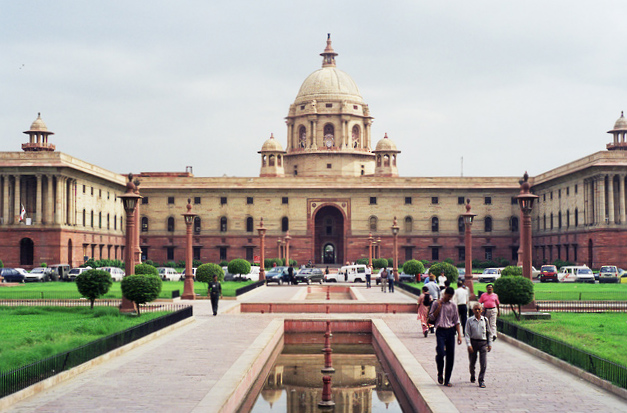
North Block, un dels edificis de govern de l'Índia

La constitució de l'Índia és la més gran del mon; entrà en vigor el 26 de gener de 1950. El preàmbul de la constitució definix l'Índia com a república sobirana, socialista, secular i democràtica. L'Índia és la democràcia més gran de la història.
El president de l'Índia és el cap d'Estat oficial, electe pels membres d'un col·legi electoral per un mandat de cinc anys. El primer ministre de l'Índia és designat pel president i, per convenció, és el candidat del partit polític o aliança política que hagi aconseguit la majoria dels escons de la cambra baixa del Parlament. És el cap de govern i exercix la potestat executiva del govern. La branca executiva està integrada pel president, el vicepresident i el Consell de Ministres (el gabinet), encapçalat pel primer ministre. Els ministres han de ser membres d'alguna de les dues cambres del parlament. Segons el sistema parlamentari indi, l'executiu està subordinat al legislatiu.
El Parlament de l'Índia exerceix la potestat legislativa, i està integrat pel Consell d'Estats (Rajvya Sabha), la cambra alta, i la Cambra del Poble (Lok Sabha), la cambra baixa. El Consell d'Estats està integrat per 245 membres electes per un període de sis anys. La Cambra del Poble està integrada per 545 membres, 543 dels quals són elegits per vot popular per representar una circumscripció territorial per un període de cinc anys. Els altres 2 són designats pel president per representar la comunitat angloíndia si, en la seva opinió, la comunitat no hi està representada adequadament.
L'Índia té una judicatura unitària de tres nivells, integrada per la Cort Suprema, encapçalada pel jutge en cap de l'Índia, vint-i-una Altes Corts i un gran nombre de corts de judici. La Cort Suprema té la jurisdicció dels casos dels drets fonamentals i de les disputes entre els estats de la federació i el centre, i és la cort d'apel·lació de les Altes Corts. És independent i té el poder de declarar la llei o d'eliminar les lleis de la Unió o dels estats que contradiguen la constitució. El seu paper com a intèrpret de la constitució, és una de les seues funcions més importants.

### Partits polítics
Alguns partits polítics de l'Índia són:
- Dravida Kazhagam
- Jihad-e-Mughalstan
- Markaz ad Dawah wal Irshad
- Partit Ghadar
- Partit Samajwadi
- Partit Samata
- Rastriya Swayamsevak Sangh
- Swatantra Party
- Dravidar Munnetra Kazhagam
- Tanzeem-e-Islami

### Subdivisió administrativa
L'Índia és una federació de 28 estats, que tenen, cadascú, un parlament i un govern; a més, la República també inclou 6 territoris, governats per un administrador designat pel govern central, i el territori nacional de la capital, Nova Delhi.

#### Estats

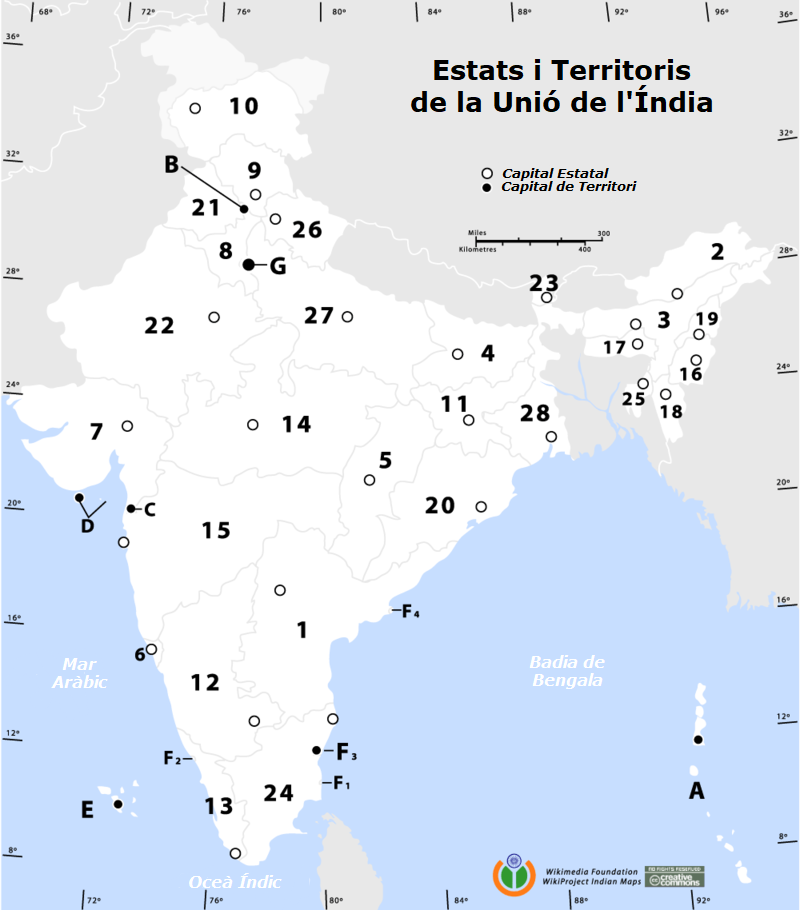
Estats de l'Índia

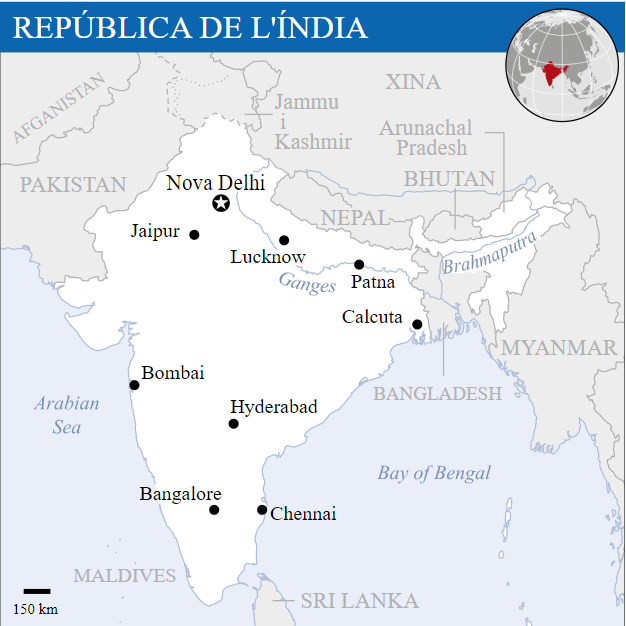
Capital i principals ciutats de l'Índia

1. Andhra Pradesh
2. Arunachal Pradesh
3. Assam
4. Bihar
5. Chhattisgarh
6. Goa
7. Gujarat
8. Haryana
9. Himachal Pradesh
10. Jammu i Caixmir
11. Jharkhand
12. Karnataka
13. Kerala
14. Madhya Pradesh
15. Maharashtra
16. Manipur
17. Meghalaya
18. Mizoram
19. Nagaland
20. Orissa
21. Panjab
22. Rajasthan
23. Sikkim
24. Tamil Nadu
25. Tripura
26. Uttaranchal
27. Uttar Pradesh
28. Bengala Occidental

#### Territoris
- (A) Illes Andaman i Nicobar
- (B) Chandigarh
- (C) Dadra i Nagar Haveli
- (D) Daman i Diu
- (E) Laquedives o Lakshadweep
- (F) Pondicherry

#### Territori de la capital nacional
- (G) Delhi

### Relacions exteriors

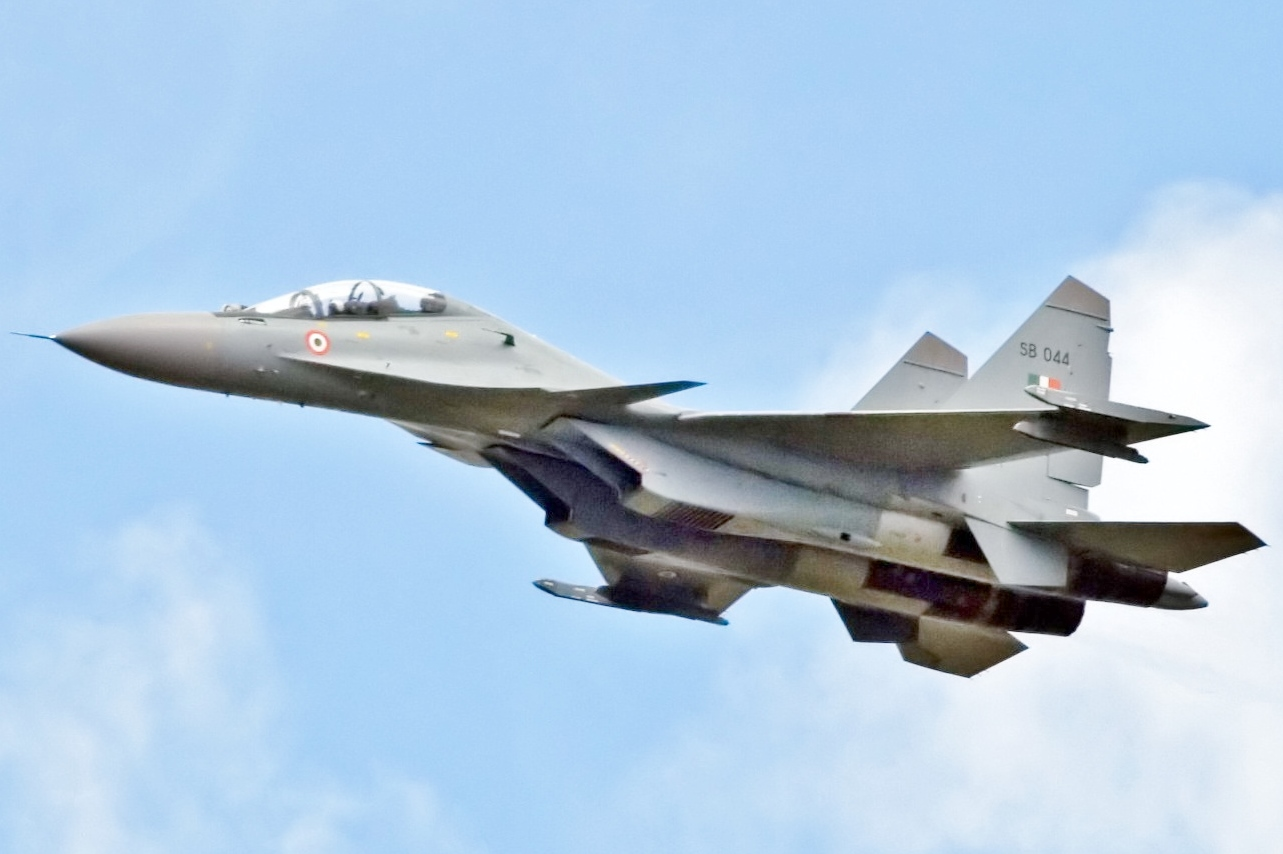
El Sukhoi Su-30MKI "Flanker" és l'avió més avançat de la Força Aèria Índia.

Des de la seva independència l'any 1947, l'Índia ha mantingut relacions cordials amb la majoria de les nacions. Va tenir un paper destacat la dècada de 1950, quan es va mostrar a favor de la independència de les colònies europees a Àfrica i Àsia. L'Índia va estar involucrada en dues intervencions militars breus en dos països veïns: la Força de manteniment de pau d'India a Sri Lanka i en l'Operació Cactus a les Maldives. L'Índia forma part de la Mancomunitat de Nacions i membre fundador del Moviment de Països No Alineats. Després de la guerra sinoíndia i la guerra indopakistanesa del 1965, les relacions entre l'Índia i la Unió Soviètica van disminuir, i van continuar d'aquesta manera fins al final de la Guerra Freda. L'Índia ha lluitat en dues guerres amb el Pakistan pel Conflicte del Caixmir. Una tercera guerra entre l'Índia i el Pakistan el 1971 va acabar amb la creació de Bangladesh (llavors Pakistan Oriental). També han tingut lloc frecs i conflictes addicionals entre les dues nacions sobre la glacera de Siachen. El 1999, l'Índia i el Pakistan van lliurar una guerra no declarada Kargil.

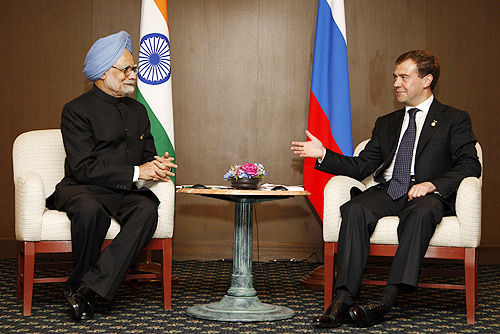
L'Índia i Rússia comparteixen una àmplia relació econòmica i tecnològica.

En anys recents, l'Índia ha tingut un paper influent en l'Associació Sudasiàtica per a la Cooperació Regional (ASACR) i en l'Organització Mundial del Comerç (OMC). L'Índia ha proporcionat al voltant de 55.000 militars indis i personal de la policia índia per servir en 35 operacions de manteniment de pau de l'ONU a través de quatre continents. Tot i les crítiques i de les sancions militars, l'Índia s'ha negat sistemàticament a firmar el Tractat de Prohibició Completa de Proves Nuclears i el Tractat de No Proliferació Nuclear (NPT), preferint mantenir la sobirania sobre el seu programa nuclear. Les obertures recents del govern de l'Índia han fet més fortes les relacions amb els Estats Units, la Xina i el Pakistan. A l'esfera econòmica, l'Índia té relacions estretes amb altres nacions en desenvolupament de l'Amèrica del Sud, Àsia i Àfrica.

## Economia

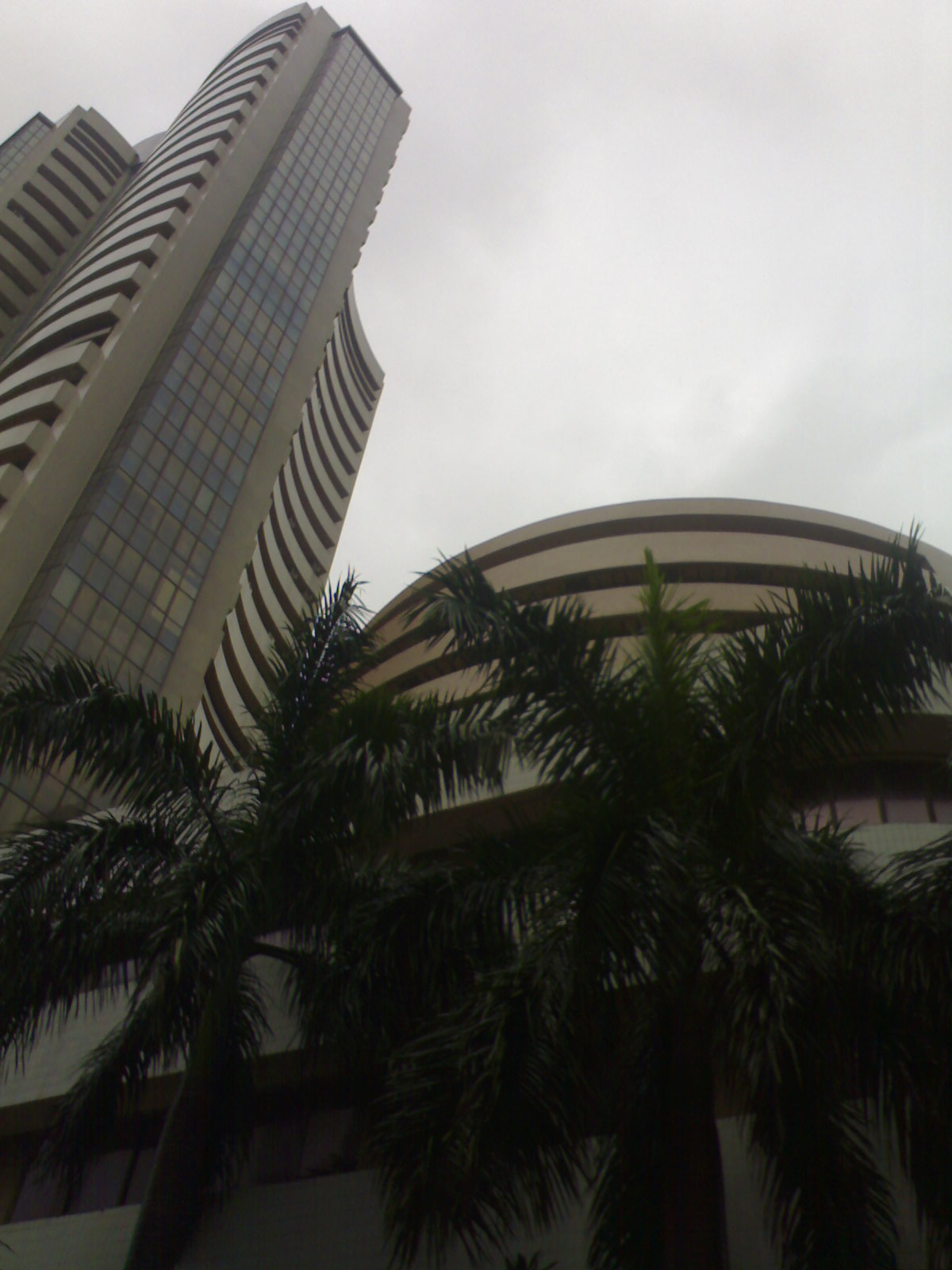
La Casa de Borsa de Bombai

Durant la major part de la seua història com a Estat independent, l'Índia s'adherí a les polítiques socialistes que incloïen el control governamental estricte de la participació del sector privat, del comerç internacional i de la inversió estrangera directa. Tanmateix, des de 1991, l'Índia ha obert a poc a poc els seus mercats per mitjà de diverses reformes econòmiques liberals i ha reduït la influència del govern en el comerç internacional i la inversió. Les reserves estrangeres s'incrementaren de 5.800 milions de dòlars nord-americans el 1991 a 300.000 milions el 2008, mentre que els dèficits pressupostaris federal i estatals han disminuït. La privatització de les companyies públiques i l'obertura d'alguns sectors a la participació privada i estrangera ha continuat, malgrat els debats polítics que se n'han originat.
Amb un creixement del Producte interior brut (PIB) de 9,4% entre el 2006 i el 2007, l'economia índia és una de les economies de creixement més ràpid del món. La força laboral de l'Índia és de 516.3 milions de persones, 60% dels quals treballen en l'agricultura i les indústries que s'hi relacionen; el 28% treballa en el sector dels serveis i les indústries que s'hi relacionen, i el 12% en la indústria. El sector agrícola representa el 28% del PIB, el sector dels serveis el 54% i l'industrial el 18%. Els productes agrícoles més importants són l'arròs, el blat, el cotó, el jute, la canya de sucre i les patates. Les indústries principals són la indústria de l'automòbil, de ciment, químics, aparells electrònics i tèxtils.

## Geografia humana i societat

### Demografia

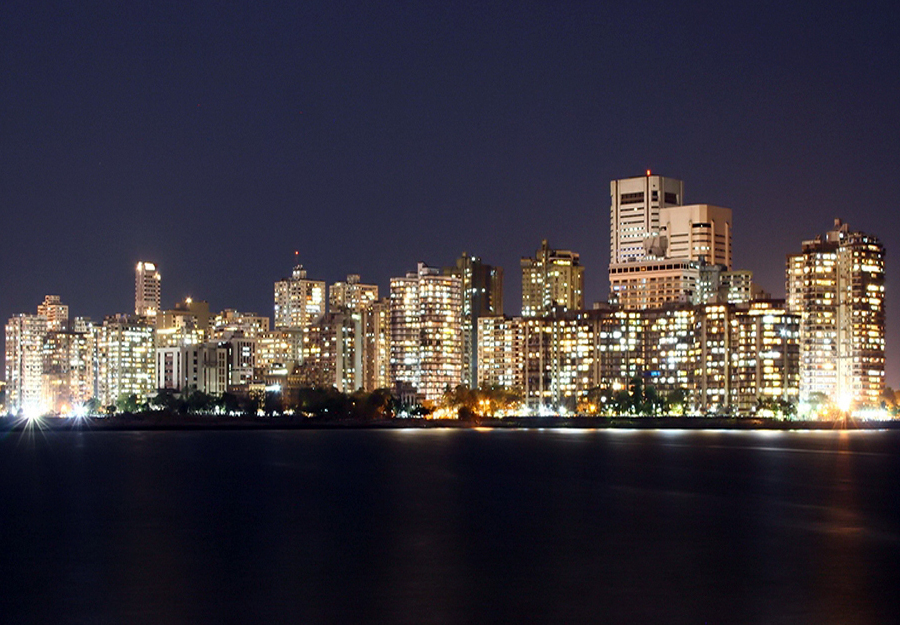
Centre de Bombai

En abril de 2023, amb 1.425 milions de persones, va passar a ser per primer cop el país més poblat del planeta, superant la Xina. Al voltant del 40% dels indis resideixen en àrees rurals, tot i que en dècades recents la immigració a les ciutats més grans ha produït un creixement notable en la població urbana. Les àrees metropolitanes més grans de l'Índia són Bombai, Delhi, Calcuta, Madras, Bangalore, Hyderabad i Ahmedabad.
L'Índia és un país jove, amb 560 milions de persones amb menys de 25 anys, és a dir, un de cada dos indis. La població índia augmenta al voltant de 18-19 milions de persones per any; amb una taxa de fecunditat de 2,8 fills per dona, superior a la taxa de fecunditat de la Xina, es preveu que l'Índia es convertirà en el país més poblat del món el 2035. A diferència de la Xina, i a causa de la naturalesa democràtica del seu règim polític, la política de fecunditat es basa en la responsabilitat individual, amb la creació de centres d'informació sobre la contracepció. Esta política no constrictiva diferix massa de la política d'un sol nen que promou la Xina.

### Llengües
L'Índia és el país més divers culturalment i lingüísticament del món. És la llar de dues famílies lingüístiques importants: les llengües indoàries (parlades per aproximadament el 74% de la població) i les llengües dravídiques (parlades pel 24% de la població). Altres llengües parlades a l'Índia són les austroasiàtiques i les tibetobirmanes. L'hindi, amb el nombre més gran de parlants, és la llengua oficial de la Unió federal. L'anglès es fa servir de manera extensa també; l'Índia és el país amb més parlants de l'anglès del món. La constitució també reconeix 21 altres llengües com a llengües oficials que tenen un gran nombre de parlants o un estatus de llengua clàssica. El nombre de dialectes, tanmateix, és de 2.652. Segons el darrer cens de l'Índia, del 2018, 39 llengües són parlades per més d'1 milió de persones i 122 per més de 500.000. Les llengües índies no fan servir l'alfabet llatí, sinó diferents alfabets, la majoria dels quals són derivats del devanagari, l'alfabet utilitzat pel sànscrit i l'hindi.

### Religió
A prop de 800 milions d'indis (81%) són hindús. Altres grups religiosos són l'islam (13,4%), el cristianisme (0,5,%), el sikhisme (2,5%), el budisme (2,5%), el jainisme, el judaisme, el zoroastrisme, el bahaisme i altres.